# Список об'єктів Світової спадщини ЮНЕСКО в Маршаллових Островах
Список об'єктів Світової спадщини ЮНЕСКО на Маршаллових Островах станом на 2015 рік містить 1 об'єкт культурного типу.

## Список
| № | Зображення | Назва                                                                                | Розташування | Час створення | Рік внесення до списку | №                                                  | Критерії |
| - | ---------- | ------------------------------------------------------------------------------------ | ------------ | ------------- | ---------------------- | -------------------------------------------------- | -------- |
| 1 |            | Атол Бікіні — полігон для ядерних випробувань (англ. Bikini Atoll Nuclear Test Site) | Атол Бікіні  | 1946–1958     | 2010                   | 1339 [Архівовано 4 серпня 2010 у Wayback Machine.] | iv, vi   |

## Попередній список
| № | Зображення | Назва | Розташування              | Час створення | Рік внесення до списку | №                                                  | Критерії  |
| - | ---------- | --- | ------------------------- | ------------- | ---------------------- | -------------------------------------------------- | --------- |
| 1 |            | Північні атоли Маршаллових Островів (Алінгінае, Ронгерик, Бокак, Бікар, Така, Ерікуб, Джемо) (англ. Northern Marshall Islands Atolls) | Ланцюг Ратак Ланцюг Ралік | —             | 2005                   | 2064 [Архівовано 8 серпня 2012 у Wayback Machine.] | змішаний  |
| 2 |            | Історичний район поселення на атолі Лікіеп (англ. Likiep Village Historic District)                                                   | Атол Лікіеп               | 1880–1937     | 2005                   | 2066 [Архівовано 8 серпня 2012 у Wayback Machine.] | ii, iv    |
| 3 |            | Природоохоронна територія Мілі та Надрикдрик (англ. Mili Atoll Nature Conservancy (and Nadrikdrik))                                   | Атол Мілі                 | —             | 2005                   | 2067 [Архівовано 8 серпня 2012 у Wayback Machine.] | природний |